# Michaël van Griekenland en Denemarken

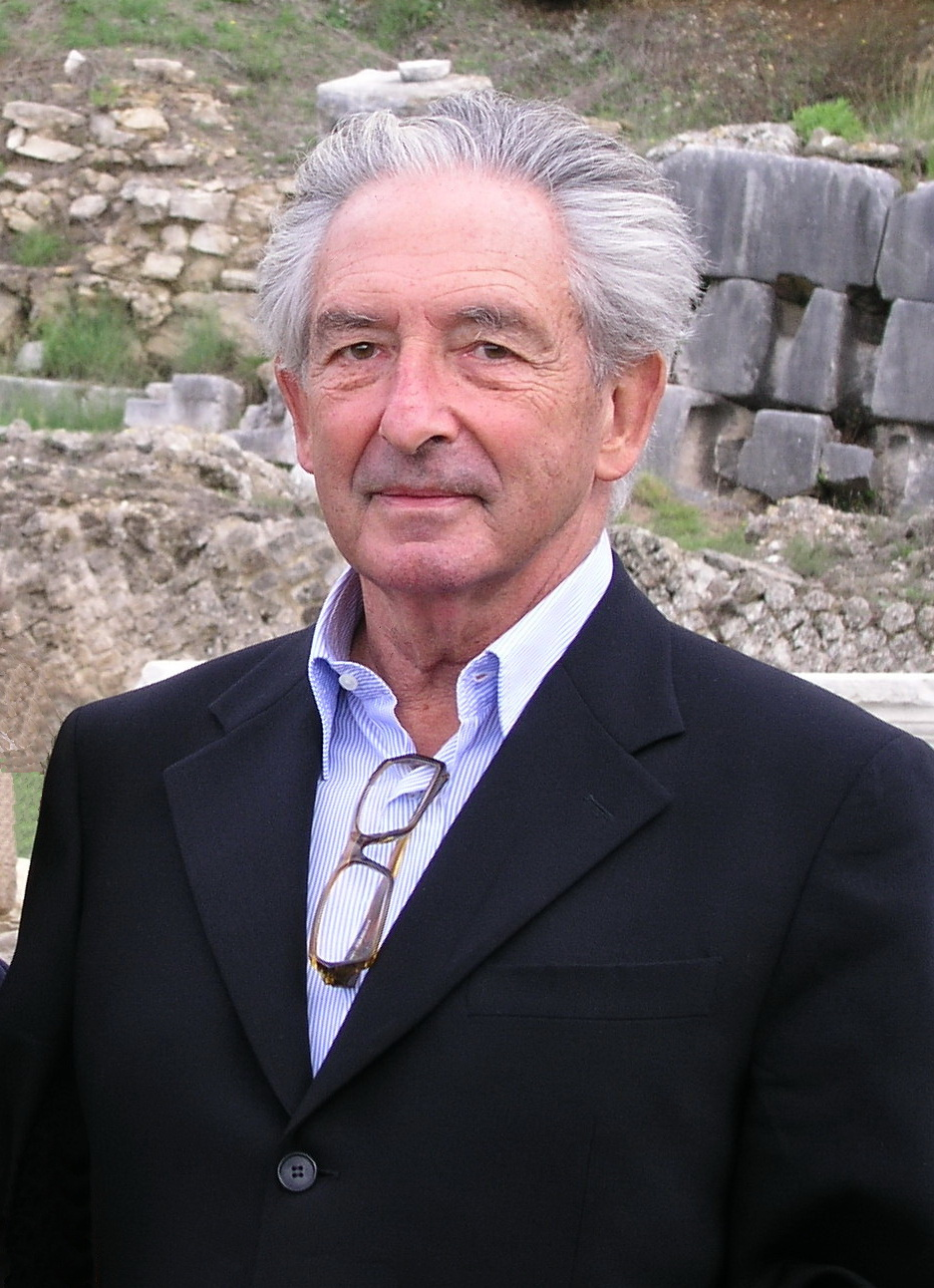
Michaël van Griekenland en Denemarken

Michaël (Rome, 7 januari 1939 – Athene, 28 juli 2024) (Grieks: Πρίγκιπας Μιχαήλ της Ελλάδας), prins van Griekenland en Denemarken, was de schrijver van meerdere historische romans en biografieën. Hij was ook medeauteur van Architectural Digest, een Amerikaans tijdschrift. Hij is een kleinzoon van George I van Griekenland.

## Geboorte en familie
Michaël is de zoon van Christoffel van Griekenland en Denemarken (1888-1940) en zijn tweede vrouw, Françoise van Orléans (1902-1953), dochter van de Franse troonpretendent Jean van Orléans. Zijn vader stierf toen Michaël net een jaar oud was. Michaël had een stiefbroer, William Bateman jr. (1902-1971).

## Opleiding en militaire dienst
Michaël studeerde politicologie in Parijs, Frankrijk. Daarna ging hij het Griekse leger in, dat hij later verliet met de rang van luitenant.

## Huwelijk en kinderen
Hij trouwde op 7 februari 1965 in het Koninklijk Paleis in Athene met de artieste Marina Karella (17 juli 1940), een dochter van Theodore Karellas en Elly Chalikiopoulos. Het was een morganatisch huwelijk; Michaël gaf de rechten op de Griekse troon voor zichzelf en zijn nazaten op, waarna het huwelijk werd goedgekeurd door koning Constantijn II van Griekenland.
Het paar kreeg twee dochters:
- Alexandra (15 oktober 1968), is getrouwd met Nicolas Mirzayantz; het echtpaar heeft twee kinderen, Tigran en Darius Mirzayantz.
- Olga Isabelle (17 november 1971), is getrouwd met haar achterneef Aimone, zoon van Amadeus van Savoye; het echtpaar heeft drie kinderen, Umberto, Amedeo en Isabella.

## Boeken
Michaël was schrijver. Op zijn naam staan de volgende boeken:
- The White Night of St. Petersburg, een historische roman
- La femme sacrée, een goed gedocumenteerde biografie in romanvorm over Rani van Jhansi (1988)
- Sultana (1993)
- The Empress of Farewells
- Living with Ghosts
- Unusual Memories (2004)
- Louis XIV: The Other Side of the Sun

- Biblioteca Nacional de España: XX1031375
- Bibliothèque nationale de France: cb140210680 (data)
- Catàleg d'autoritats de noms i títols de Catalunya: 981058517289106706
- CiNii: DA04526971
- Gemeinsame Normdatei: 1017711127
- International Standard Name Identifier: 0000 0001 0918 4238
- Library of Congress Control Number: n83020840
- Nationale Bibliotheek van Tsjechië: xx0161370
- Nationale bibliotheek van Australië: 36021655
- Nationale Bibliotheek van Israël: 987007456296105171
- Nederlandse Thesaurus van Auteursnamen: 07014723X
- Réseau des bibliothèques de Suisse occidentale: 02-A000113790
- Istituto Centrale per il Catalogo Unico: CFIV133554
- LIBRIS: 334428
- Système universitaire de documentation: 027028364
- Trove: 1189511
- Union List of Artist Names: 500263524
- Virtual International Authority File: 78770314
- WorldCat: E39PBJmdq8tMGfyqCQTr4QV3cP